# Lulu (utgivare)
Lulu är en amerikansk tryck- och distributionstjänst med huvudkontor i Morrisville, North Carolina, USA. Företagets tjänster är främst riktade till självpublicerande författare, konstnärer och musiker.
Lulu erbjuder utgivning i form av "print on demand" och orderhantering genom deras e-handelstjänst på Internet. Webbsidan tillhandahåller även verktyg att publicera böcker, musik, video och bilder digitalt, samt möjligheten för potentiella köpare att kunna kommunicera direkt med författaren. Till skillnad från många andra webbaserade print-on-demand-företag kräver Lulu inga startavgifter från författare för den mest grundläggande tjänsten. Däremot tillhandahåller de endast teknisk support för sina användare genom forum och en chat-funktion på webbsidan.